# Protektor (film 1985)
Protektor (ang. The Protector) – hongkońsko-amerykański film z 1985 roku w reżyserii Jamesa Glickenhausa. Zdjęcia kręcono w Hongkongu i w Nowym Jorku.
Film zarobił 981 817 dolarów amerykańskich w Stanach Zjednoczonych, 523 052 w Niemczech oraz 13 917 612 dolarów hongkońskich w Hongkongu.

## Obsada
- Danny Aiello – Danny Garoni
- Jackie Chan – Billy Wong
- Roy Chiao – pan Ko
- Kim Bass – Stan Jones
- Victor Arnold – policjant
- Sandy Alexander – szef gangu
- Moon Lee – Soo Ling
- Jesse Cameron-Glickenhaus – Jesse Alexander
- Richard Clarke – kurator Whitehead
- Patrick James Clarke – Michael Alexander[3]